# ФК Кан
ФК Кан (фр. Stade Malherbe Caen Calvados Basse-Normandie) је француски фудбалски клуб из града Кан и тренутно игра у Другој лиги Француске. Клуб је основан 1913. године и домаће утакмице игра на стадиону Мишел д'Орнано.